# Хилл, Деймон
Де́ймон Грэм Деверо́ Хилл (англ. Damon Graham Devereux Hill; 17 сентября 1960, Хэмпстед, Лондон, Англия) — потомственный английский автогонщик, чемпион мира в классе Формула-1 1996 года. Один из самых успешных гонщиков 1990-х годов. Помимо титула чемпиона мира, обладает званием вице-чемпиона мира сезона 1994 и сезона 1995, а также званием бронзового призёра сезона 1993 года. В Формуле-1 Хилл провёл 8 сезонов, участвовал в 122 Гран-при, стартовал с поула 20 раз и выиграл 22 гонки. Автор первой победы в истории команды Джордан.
Женат, отец 4 детей.

## Биография

### Ранняя карьера
Его отец — Грэм Хилл, был двукратным чемпионом мира в Формуле-1, погиб в 1975 году, когда Деймону было всего 15 лет.
Гоночную карьеру Деймон начал с мотогонок. В 1984 году он выиграл в английской серии мотогонок на мотоцикле Yamaha TZ350, после чего по настоянию матери, лично оплатившей учебный курс, поступил в гоночную школу и, закончив её, начал ездить в гонках чемпионата Формула-Форд-1600. В это время Хиллу было уже 24 года, а, например, его сопернику Марку Бланделлу (тоже будущему пилоту Ф-1) — всего 18.
В 1986—1988 годах участвовал в британском чемпионате Формула-3, занял соответственно 9-е, 5-е и 3-е места. Чтобы болеть за младшего Хилла, Джордж Харрисон, один из знаменитой «ливерпульской четвёрки», в свободные дни приезжал на старты Формулы-3, как потом и на Гран-при . Участвовал Деймон и в двух гонках Формулы-3000, но затем закончились спонсорские деньги, и в 1989 году он не смог участвовать в серьёзных соревнованиях.
В 1990-1991 годах вместе с Гэри Брэбемом, сыном Джека Брэбема, участвовал в чемпионате Формула-3000, но значительных результатов не добился. В 1991 году ему поступило предложение работать в Формуле-1 тест-пилотом в команде Уильямс, чтобы заменить место, оставшееся вакантным после Марка Бланделла, ушедшего в Макларен. Уильямсу, боровшемуся за титул и кубок конструкторов, был нужен тест-пилот, поскольку Мэнселл не любил работать на тестах.

### Карьера в Brabham и Williams (1992—1996)

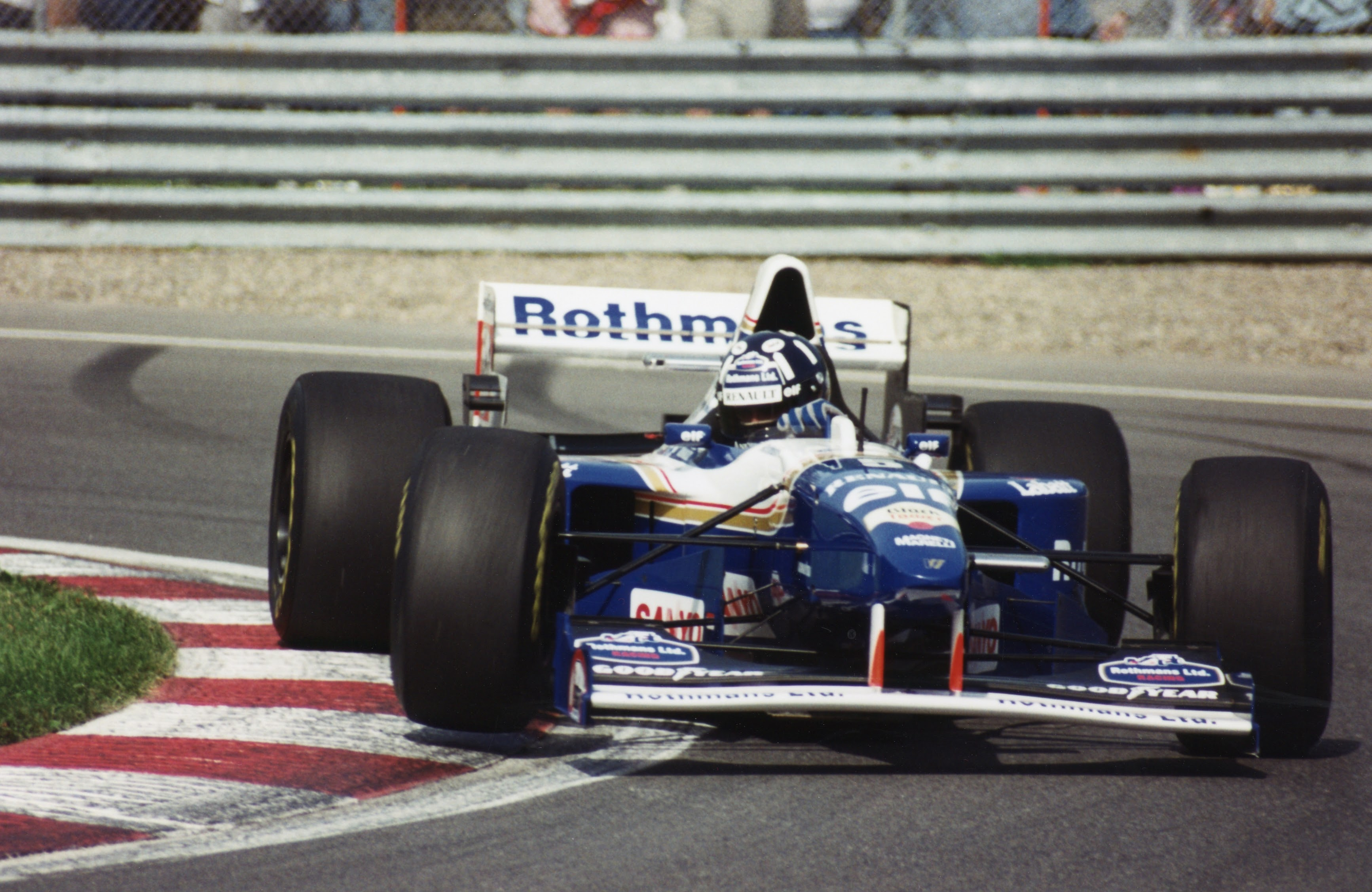
Деймон Хилл за рулём болида Williams на Гран-при Канады 1995 года

В 1992 году, в 32 года, он, параллельно с работой тест-пилота, дебютирует в Гран-при в команде Брэбем, впрочем, команда была в упадке и проводила свой последний в истории сезон. Хилл смог пройти квалификацию только в двух гонках. Ален Прост подписал контракт с Уильямсом на сезон 1993, и команде нужно было определиться с напарником. Обеспечивший себе титул чемпиона 1992 года, Мэнселл стал требовать зарплату 15 миллионов долларов за следующий сезон. Айртон Сенна заявил, что готов ездить бесплатно, но Уильямс не хотел повторять у себя скандалов, произошедших между Сенной и Простом в Макларене, к тому же был противником полной смены пилотов в команде. Поэтому напарником выбрали надёжного, но тогда не претендовавшего на высокие достижения Хилла.
В сезоне 1993 Хилл добился хороших результатов, регулярно финишируя на подиуме, а с 11 по 13 этапы в Венгрии, Бельгии и Италии одержал три подряд победы, и в чемпионате занял 3-е место.
В 1994 году вместо Проста в Уильямс перешёл Сенна и Хилл снова должен был быть напарником претендента на титул, но на третьем этапе в Имоле Сенна погиб, и лидером команды стал сам Хилл. Он смог начать борьбу с ушедшим в отрыв Шумахером, одержать 6 побед в гонках и к последнему этапу сократить отставание до 1 очка. На Гран-при Австралии он преследовал Шумахера, тот ошибся, и повредил свою машину. Обнаружив перед собой замедлившегося Шумахера, Хилл немедленно атаковал, немец заблокировал атаку, вследствие чего автомобили столкнулись. Шумахер вылетел сразу, Хилл на повреждённой машине смог добраться до боксов, но был вынужден сойти из-за повреждений подвески. Таким образом, оба пилота очков не заработали, и чемпионом-94 стал Шумахер. Сама ситуация и по настоящее время вызывает жаркие споры, поскольку неясно, было ли столкновение болидов гоночным инцидентом или Шумахер намеренно «вынес» соперника с трассы.
Сезон 1995 сложился не лучше. Шумахер гарантировал себе чемпионство заранее, Хилл занял 2-е место, а из-за сходов на последних этапах Хилл и Култхард не смогли выиграть для Уильямса кубок конструкторов, как в предыдущем сезоне.
В 1996 году единственным потенциальным соперником Хилла был его напарник Жак Вильнёв (сын Жиля Вильнёва), чемпион американской гоночной серии CART. Хилл одержал 8 побед и, несмотря на ряд неудач в конце чемпионата, имел комфортное преимущество в 9 очков над Вильнёвом и закончил сезон победой в Сузуке. Первый раз в Формуле-1 сын чемпиона мира стал чемпионом. Во многом отсутствие существенного преимущества над дебютантом чемпионата Вильнёвом, включая и несколько проигранных с поула стартов, а также набравший ход Шумахер, приведший свою Феррари к первому месту три раза за время чемпионата, предопределили охлаждение к Хиллу со стороны руководителя команды Фрэнка Уильямса, который посчитал что Хайнц-Харальд Френтцен будет более мотивирован для борьбы с Шумахером.

### Карьера в Arrows и Jordan (1997—1999)

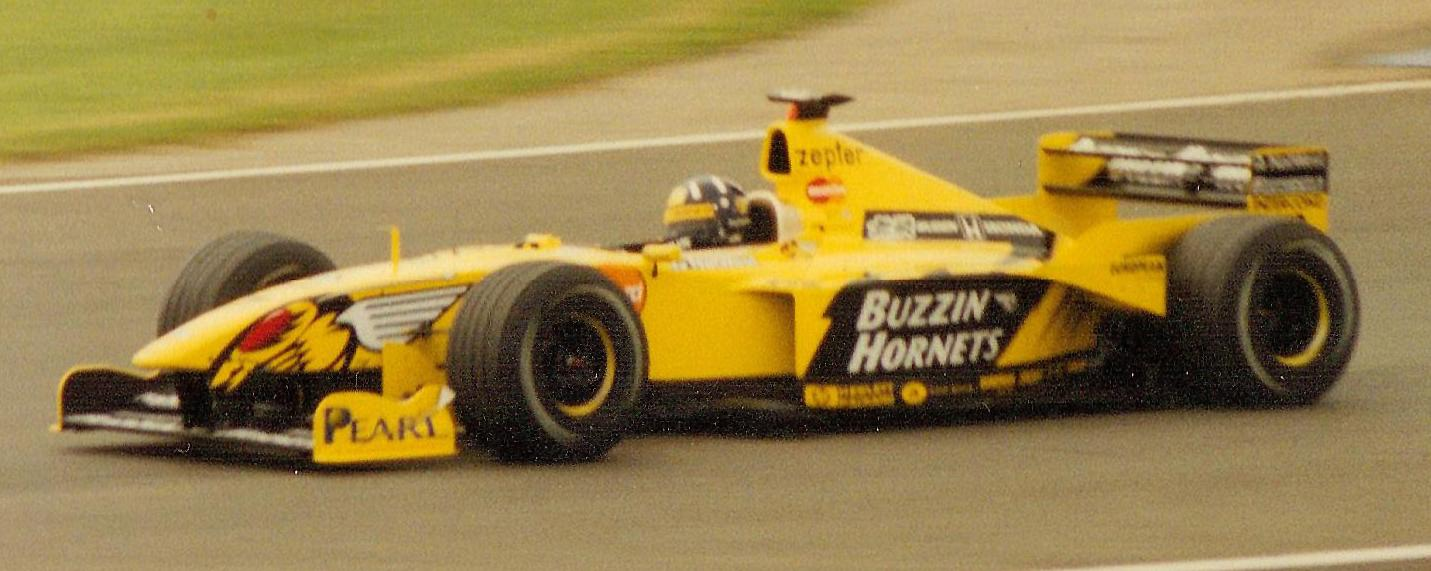
Хилл пилотирует Jordan на Гран-при Великобритании 1999 года

Уильямс не продлил контракт с Хиллом на 1997 год, и тот перешёл в команду-аутсайдер «Эрроуз». В команду пришли новые спонсоры, был подписан контракт с «Ямахой» на поставку моторов, с поставщиком шин «Бриджстоуном». Однако результаты не оправдывали ожиданий. На первом этапе машина подвела его на установочном круге, затем были старты из хвоста пелотона, сходы по техническим причинам. Первое очко в чемпионате Хилл смог взять только на 9 этапе в Сильверстоуне.
На 11 этапе в Венгрии произошло событие, ставшее одним из самых ярких в карьере Хилла. Сам Хилл со времени мотогонок предпочитает плавный стиль управления машиной, и трасса Хунгароринг — лучше всего в чемпионате подходит для этого. Именно здесь он одержал свою первую победу в 1993 году, а в 1997-м неожиданно смог квалифицироваться третьим. На старте он вышел на 2-е место, а затем из-за проблем с резиной «Гудиер» у соперников Хилл вышел в лидеры. Но на последнем круге у «Эрроуз» заклинило коробку на третьей передаче, и Жак Вильнёв, безнадёжно отстававший на полминуты, смог догнать Хилла и объехать его по гравию. Хилл занял 2-е место.

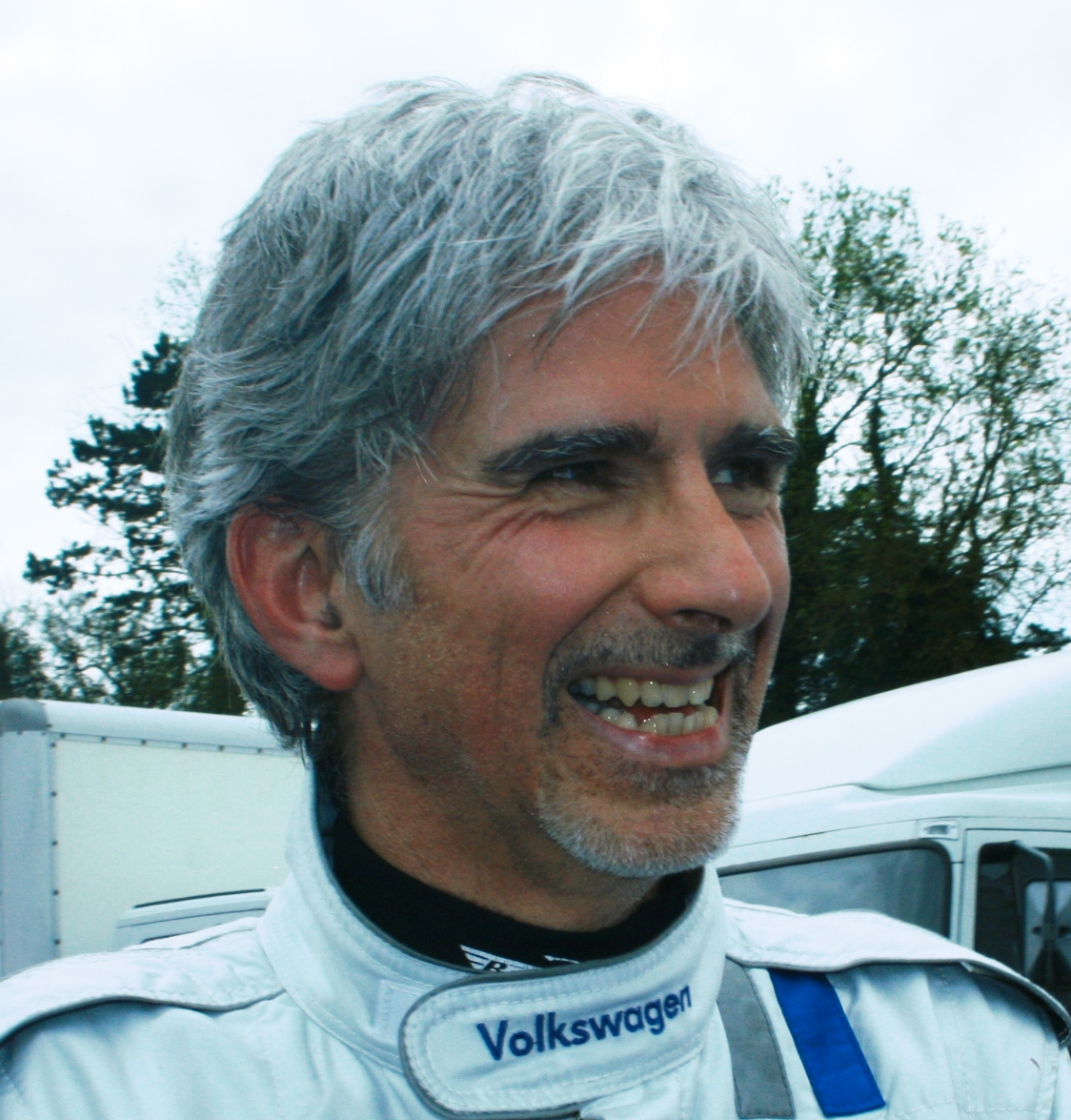
Хилл в мае 2012-го

На сезон 1998 г. он искал себе более конкурентоспособную команду и перешёл в «Джордан», его напарником был Ральф Шумахер. Вместе они смогли выиграть для команды 4-е место в кубке конструкторов. На Гран-при Бельгии 1998 Хилл стартовал с 3-й позиции, позади двух Макларенов, и в гонке под дождём одержал победу.
В 1999 году его напарником был Хайнц-Харальд Френтцен, ушедший из «Уильямса». Этот сезон для Хилла остался неудачным, он ни разу не смог подняться на подиум, набрав за сезон всего 7 очков. Команда же с 61 очком заняла лучшее в своей истории 3-е место в кубке конструкторов.

### После Формулы-1
У Хилла и его жены Джорджии 4 детей: Оливер (род. 4 марта 1989), Джош (род. 9 января 1991), Табита (род. 19 июля 1995) и Рози (род. 1 февраля 1998). Джош Хилл пошёл по стопам отца и деда, также став гонщиком и одержав в 2012 году 5 побед в Североевропейском кубке Формулы-Рено.
После окончания гоночной карьеры Хилл написал много статей для журнала F1 Racing. Основал компанию, занимающуюся лизингом машин P1 International. С 2006 по 2011 годы он был президентом престижного британского гоночного клуба BRDC.
Уйдя из гонок, Хилл заявил, что больше не будет в них участвовать: «Я покинул Формулу-1, чтобы больше времени проводить с семьёй, и я не собираюсь вновь выступать в гонках». Время от времени участвует в отдельных шоу. В 2006 году проехал несколько показательных кругов за рулём машины чемпионата Deutsche Tourenwagen Masters.

## Результаты участия в гонках Формулы-1
| Год  | Команда                        | Шасси | Двигатель                   | 1        | 2        | 3        | 4        | 5        | 6        | 7        | 8        | 9        | 10       | 11     | 12       | 13       | 14       | 15       | 16       | 17       | Место | Очки |
| ---- | ------------------------------ | ----- | --------------------------- | -------- | -------- | -------- | -------- | -------- | -------- | -------- | -------- | -------- | -------- | ------ | -------- | -------- | -------- | -------- | -------- | -------- | ----- | ---- |
| 1992 | Motor Racing Developments Ltd. | BT60  | Judd GV 3,5 V10             | ЮАР      | МЕК      | БРА      | ИСП НКВ  | САН НКВ  | МОН НКВ  | КАН НКВ  | ФРА НКВ  | ВЕЛ 16   | ГЕР НКВ  | ВЕН 11 | БЕЛ      | ИТА      | ПОР      | ЯПО      | АВС      |          | —     | 0    |
| 1993 | Canon Williams Renault         | FW15C | Renault RS5 3,5 V10         | ЮАР Сход | БРА 2    | ЕВР 2    | САН Сход | ИСП Сход | МОН 2    | КАН 3    | ФРА 2    | ВЕЛ Сход | ГЕР 15   | ВЕН 1  | БЕЛ 1    | ИТА 1    | ПОР 3    | ЯПО 4    | АВС 3    |          | 3     | 69   |
| 1994 | Rothmans Williams Renault      | FW16  | Renault RS6 3,5 V10         | БРА 2    | ТИХ Сход | САН 6    | МОН Сход | ИСП 1    | КАН 2    | ФРА 2    | ВЕЛ 1    | ГЕР 8    | ВЕН 2    | БЕЛ 1  | ИТА 1    | ПОР 1    | ЕВР 2    | ЯПО 1    | АВС Сход |          | 2     | 91   |
| 1995 | Rothmans Williams Renault      | FW17  | Renault RS7 3,0 V10         | БРА Сход | АРГ 1    | САН 1    | ИСП 4    | МОН 2    | КАН Сход | ФРА 2    | ВЕЛ Сход | ГЕР Сход | ВЕН 1    | БЕЛ 2  | ИТА Сход | ПОР 3    | ЕВР Сход | ТИХ 3    | ЯПО Сход | АВС 1    | 2     | 69   |
| 1996 | Rothmans Williams Renault      | FW18  | Renault RS8 3,0 V10         | АВС 1    | БРА 1    | АРГ 1    | ЕВР 4    | САН 1    | МОН Сход | ИСП Сход | КАН 1    | ФРА 1    | ВЕЛ Сход | ГЕР 1  | ВЕН 2    | БЕЛ 5    | ИТА Сход | ПОР 2    | ЯПО 1    |          | 1     | 97   |
| 1997 | Danka Arrows Yamaha            | A18   | Yamaha 0X11A V10            | АВС НС   | БРА Сход | АРГ Сход | САН Сход | МОН Сход | ИСП Сход | КАН 9    | ФРА 12   | ВЕЛ 6    | ГЕР 8    | ВЕН 2  | БЕЛ 13   | ИТА Сход | АВТ 7    | ЛЮК 8    | ЯПО 11   | ЕВР Сход | 12    | 7    |
| 1998 | B&H Jordan                     | 198   | Mugen-Honda MF310HC 3,0 V10 | АВС 8    | БРА ДСК  | АРГ 8    | САН 10   | ИСП Сход | МОН 8    | КАН Сход | ФРА Сход | ВЕЛ Сход | АВТ 7    | ГЕР 4  | ВЕН 4    | БЕЛ 1    | ИТА 6    | ЛЮК 9    | ЯПО 4    |          | 6     | 20   |
| 1999 | B&H Jordan                     | 199   | Mugen-Honda MF301HD 3,0 V10 | АВС Сход | БРА Сход | САН 4    | МОН Сход | ИСП 7    | КАН Сход | ФРА Сход | ВЕЛ 5    | АВТ 8    | ГЕР Сход | ВЕН 6  | БЕЛ 6    | ИТА 10   | ЕВР Сход | МАЛ Сход | ЯПО ОТК  |          | 12    | 7    |